# Dare (album)
Pour les articles homonymes, voir Dare.
Albums de The Human League
Travelogue
(1980) Love and Dancing
(1982)
Singles
1. The Sound Of the Crown
Sortie : 24 Avril 1981
2. Love Action (I Believe In Love)
Sortie : 31 juillet 1981
3. Open Your Heart
Sortie : 2 Octobre 1981
4. Don't You Want Me
Sortie : 27 Novembre 1981
5. The Things That Dreams Are Made Of
Sortie : 21 Janvier 2008

Dare est le troisième album du groupe de synth-pop The Human League, sorti en 1981. Il contient notamment les singles Love Action (I Believe In Love) et Don’t You Want Me.

## L'album
Martyn Ware et Ian Craig Marsh quittent le groupe pour fonder Heaven 17 avant la création de l'album. Phil Oakey les remplace alors par deux étudiantes de Sheffield, Joanne Catherall et Suzanne Sulley qu'il aurait découvertes dans un club de la ville.
Il s'agit du dernier album écouté par Lester Bangs, sa platine jouant encore lorsque son corps fut découvert dans son appartement de New York.
L'album prend la 1re place des charts britanniques et y restera durant 71 semaines. Il se classe aussi à la 1re place des hit-parade du Canada, de Nouvelle-Zélande et de Suède. Il est certifié triple disque de platine par la BPI. Martin Rushent reçoit le Brit Award du meilleur producteur britannique en 1982 pour son travail sur Dare. Q le place à la 19e place de son classement des 40 meilleurs albums des années 1980.
Il fait partie de l'ouvrage de référence Les 1001 albums qu'il faut avoir écoutés dans sa vie. 

### Titres
1. The Things That Dreams Are Made Of (Oakey, Wright) (4:14)
2. Open Your Heart (Callis, Oakey) (3:53)
3. The Sound of the Crowd (Burden, Oakey) (3:56)
4. Darkness (Callis, Wright) (3:56)
5. Do or Die (Burden, Oakey) (5:25)
6. Get Carter (Budd) (1:02)
7. I Am the Law (Oakey, Wright) (4:09)
8. Seconds (Callis, Oakey, Wright) (4:58)
9. Love Action (I Believe in Love) (Burden, Oakey) (4:58)
10. Don't You Want Me (Callis, Oakey, Wright) (3:56)

### Musiciens
- Ian Burden : synthétiseur
- Jo Callis : synthétiseur
- Joanne Catherall : voix
- Philip Oakey : voix et synthétiseur
- Susanne Sulley : voix
- Philip Adrian Wright : synthétiseur

## Classements et certifications
| Classement (1981-1982)         | Meilleure position |
| ------------------------------ | ------------------ |
| Allemagne (Media Control AG)   | 19                 |
| Australie (ARIA)               | 2                  |
| Canada (Canadian Albums Chart) | 1                  |
| États-Unis (Billboard 200)     | 3                  |
| France (SNEP)                  | 5                  |
| Nouvelle-Zélande (RIANZ)       | 1                  |
| Norvège (VG-lista)             | 6                  |
| Pays-Bas (Mega Album Top 100)  | 11                 |
| Royaume-Uni (UK Albums Chart)  | 1                  |
| Suède (Sverigetopplistan)      | 1                  |

| Pays        | Certfications |
| ----------- | ------------- |
| Canada      | Platine       |
| États-Unis  | Or            |
| Royaume-Uni | 3 × Platine   |

## Anecdote
Lester Bangs est mort en écoutant cet album le 30 avril 1982.